# Котельное (Костромская область)
Котельное — упразднённая деревня в Мантуровском районе Костромской области России, в составе Октябрьского поселения. На уровне муниципального устройства входит в состав городского округа города Мантурово, до 2018 года входила в состав Октябрьского сельского поселения Мантуровского муниципального района.
Упразднена в 2024 году.

## География
Деревня находится в южной части Костромской области, в пределах Восточно-Европейской равнины, в подзоне южной тайги, к востоку от реки Кондобы, на расстоянии приблизительно 15 километров (по прямой) к западу-юго-западу от Мантурова, административного центра района.

### Климат
Климат характеризуется как умеренно континентальный, с продолжительной холодной многоснежной зимой и сравнительно коротким умеренно тёплым дождливым летом. Среднегодовая температура воздуха — 2,2 °C. Средняя температура воздуха самого холодного месяца (января) — −12,9 °C (абсолютный минимум — −50 °C); самого тёплого месяца (июля) — 17,6 °C (абсолютный максимум — 36 °С). Безморозный период длится 112—115 дней. Годовое количество атмосферных осадков — 610 мм, из которых 418 мм выпадает в период с апреля по октябрь. Снежный покров устанавливается в середине ноября и держится в течение 150 дней.

## Население
| 2008 | 2010 | 2014 |
| ---- | ---- | ---- |
| 0    | →0   | →0   |